# Erigone koshiensis
Erigone koshiensis là một loài nhện trong họ Linyphiidae.
Loài này thuộc chi Erigone. Erigone koshiensis được Ryoji Oi miêu tả năm 1960.